# 井上聡
井上 聡（いのうえ さとし、1976年2月2日 - ）は、日本のお笑い芸人であり、お笑いコンビ次長課長のメンバー。相方は河本準一。吉本興業所属。大阪NSC13期生。岡山県岡山市出身。

## 略歴
中学3年時の進路相談では、高校への進学を考えていたところ担任教師に「井上、夢を見るな!」と諭されたという。学力偏差値は21であった。スポーツ推薦で金山学園高等学校（現：岡山学芸館高等学校）へ進学し、野球部に所属した。高校時代は皆勤賞を取っている。
1994年、中学時代の同級生だった河本準一とNSCの同期生との3人で「次長課長社長」を結成。1年程でその同期生が脱退し、河本とのコンビ「次長課長」になった。結成当初はボケ担当であったが、1999年3月の心斎橋筋2丁目劇場閉館直後にツッコミに転向。
2006年にアニメ『和・和・和 ワッピちゃん』(WOWOW)のサビー役で声優としてもデビュー。他にも、アメリカのドラマ『スーパーナチュラル』の主役兄弟の兄・ディーンの日本語版吹き替えを担当していたが、降板。
生年月日である1976年2月2日が『徹子の部屋』(テレビ朝日)第1回放送日と同じ日である。これをきっかけに、『徹子の部屋』の35周年企画や、SP特番にゲストとしてコンビで出演した。

## 人物
愛称は井上君、さっとん。身長175cm、体重65kg。ヘビースモーカーである（1日平均40本以上）。クールな性格だと思われがちだが、天然ボケで、クイズや雑学系の番組にて珍解答ばかりをする為、「バカ」「アホ」などといじられる事も多い。人見知りであり、河本に「友達は麒麟の川島とハリセンボンのはるかだけです」とネタにされている。
相方である河本は井上について、井上が夫（河本）がやんちゃするのを抑える役割であるのを喩えて、「隣にいても気にならない存在である妻のよう」と評している。一方井上は、河本との関係について、次長課長の役割分担は河本がボケで、井上自身は河本の友達であると述べている。
下戸である。本人によれば「ビールはコップ一杯がやっとであり、それ以外の酒類はほとんど飲めない」と語っていたが、40代になってからは「40にもなって酒が飲めないのはまずい」と思い、ウイスキーを割って少しずつ飲むなど、酒に対して積極的に向き合い始めている。
ジャッキー・チェンのファンで、ネタにも多く取り入れている。ジャッキー・チェンとは『ズバリ言うわよ!』や『今田ハウジング』で対面している。

### ルックス
お笑い界屈指のイケメンとして知られており、コンビで著名となる以前に「吉本のディカプリオ」と新聞が記事にして「吉本1の男前芸人」とする芸人仲間もいる。
- 2001年度、吉本男前ランキング4位
- 2002年度、吉本男前ランキング3位
- 2003年度、吉本男前ランキング4位
- 2004年度、吉本男前ランキング3位
- 2005年度、吉本男前ランキング3位
- 2006年度、吉本男前ランキング1位
- 2007年度、吉本男前ランキング1位
- 2008年度、吉本男前ランキング1位 ※3年連続1位により、殿堂入り。

- 2006年 マンスリーよしもと「ルミネtheよしもとのお客さんに聞きました〜抱かれたいヨシモト芸人〜」1位
- 2007年 マンスリーよしもと「ルミネtheよしもと／ヨシモト∞ホールのお客さんに聞きました〜抱かれたいヨシモト芸人〜」1位
- 2006年 お笑いポポロ「好きな芸人大賞」1位・「抱かれたい芸人ランキング」1位
- 2007年 お笑いポポロ「好きな芸人大賞」2位
- 2008年 お笑いポポロ「好きな芸人大賞」2位
- 2006年 オリコン調査「恋人にしたい芸人」ランキング 総合1位
- 2006年6月21日放送『ザ・チーター』「男前だと思う芸人ベスト10」第1位
- 2007年 an・an「好きなお笑い芸人」6位
- 2010年 ランク王国「恋人にしたい芸人」4位 など

### アニメ
ドラゴンボールファンであり、『アメトーーク!』に「ドラゴンボール芸人」として出演した。大先輩である明石家さんまから「読みたいので揃えてくれ」との依頼を受けると、渡す際にオリジナルエピソードのあるアニメ版ではなく、必ず原作漫画から読むように推奨したという。また、本人によると「ほぼ全ての番組でドラゴンボール好きと言った」為か、これを伝え聞いた原作者の鳥山明とはメール交換をするまでに交流を深め、鳥山から同作品のキャラクターであるラディッツを模した井上の似顔絵イラストをもらった。その後、麒麟・川島の為にも似顔絵を描いてもらい、ブログ（宝島）のトップページにもこれらのイラストが使われている。
『機動戦士ガンダム』にも造詣が深く、最初から最後まで見終えるとまた最初から最後までという繰り返し観覧も勧める。また、アムロ・レイのものまねを得意とする若井おさむのネタにも1人大爆笑していた。他には、新世紀エヴァンゲリオンや北斗の拳などにも詳しい。
フィギュアは2005年の時点で約2000体所有していたが、井上が引っ越した際に「イノコレ（井上コレクション）」を開いた為に後輩に半分程持って行かれてしまうが、再び集めて2000体以上所有している。他にもビックリマンシールやキン肉マン消しゴム等を収集。

### ゲーム
ゲーム好きであり、最も好きなジャンルはロールプレイングゲームで、ゲームクリア後のスタッフロールを目にし、感動のあまり肩を震わせ泣いているところを相方の河本に目撃されたことがあるという。中でもモンスターハンターシリーズは、2009年7月の時点でシリーズ通算のプレイ時間が4904時間のヘビーユーザーで（2009年10月25日の時点では5400時間になっている）、この経験を買われ、モンスターハンター3（トライ）のCMタレントに起用された。また、2008年11月より、よしもとクリエイティブ・エージェンシーの提供のもと、「よしもとゲーム部」を発足。井上自らが部長を務めており、麒麟の川島明など若手芸人や放送作家らが多数所属している。最初の活動として、カプコンとのタイアップ企画“よしもとゲーム部×「モンスターハンター ポータブル 2nd G」井上CUP”を開催した。
2010年5月22日に都内で開催された「狩友（とも）の集い」特別ゲストに出席した時点では「モンスターハンターポータブル3rd」のプレイ時間は860時間を越している。
腕前に関しては、「DSファミスタ 次課長井上CUP」を主催し、試合数761、759勝2敗で、99.2%という勝率を誇っている。この内1敗は、同大会の決勝で超新塾のイーグル溝神に敗れたもの。

### 音楽
楽譜が読めない為、耳を頼りに音感のみでピアノを覚えた。東京に来て間もない頃は仕事が無かったので、1週間何も食べず弾き続けた事もあるという。また、当時持っていたピアノでは鍵盤が足りず、足りない部分は想像力でカバーしていた。
ギターも弾ける。これについては「2丁目（心斎橋筋2丁目劇場）の楽屋でフットボールアワーの後藤輝基が弾いていたのを真似していたら弾けるようになった」と語っている。

### 交友関係
麒麟の川島明と仲が良く、雰囲気に馴染めていなかった川島に「お前、ゲーム強いんやってな」と話しかけ、周囲に溶け込ませた。この事から川島にとって最も尊敬する先輩となった。2011年までネゴシックスも含めて3人でブログを開設していた。また、インタビューで「宝物は仲良くしてくれる後輩」と言い、川島とピースの又吉直樹の名を挙げた。原田専門家とも仲が良く、お互いのブログによく登場する。

## 芸風
ケンドーコバヤシを師匠として慕っている。大阪で活動していた時期に河本が椎間板ヘルニアで入院した際に、河本の代わりにコバヤシとコンビを組み、学園祭を廻ったことがある。また、映画『日常』では、劇中で「仮面ドライバー」というストリートミュージシャンのユニットを組んでいる。
大喜利が得意で、後輩を交えたイベントを定期的に主催している。独特な発想と世界観で、ダイナマイト関西やフットンダ等では毎回高評価を受けている。『ダイナマイト関西』では「美形アキバ系」の異名を持つ。シュールなネタを好み、観客には伝わりにくくあまり受けないものの、バッファロー吾郎などから高評価を得ている。また、ネタの台本の執筆に関しても主導権を握っている。河本と共に人間観察に興じ、他人とは違った点に着目したりと、独自の観察力を発揮してマイナーモノマネのネタを生む。『たけしの誰でもピカソ』に出演した際、ビートたけしにツッコミが自然で上手いと評価された。
河本に「何を考えているのか分からない」「自分だけの世界を持っている」と言われるなど、独特の世界観を持っており、ネタにもそれが反映される。ネタ披露の場でも「井上ワールド」などと時々ナレーションされる。
あくまでシュールさを求めているのもあり、賞レースに出場しても予選では断トツでも本選では順位が良くなかったりと、なかなか賞をとれない事を本人は自覚している。『トップランナー』出演時には「賞はもちろん欲しいです。でも僕らのネタは賞レース向きではない」と述べている。

## 出演
コンビでの出演は次長課長の項目を参照。

### テレビ
- 大阪ゲームショウ（2007年 - 2011年、毎日放送）レギュラー
- 週刊ゲーム番長（2010年7月25日 - 9月27日、テレビ東京）レギュラー
- 大阪ゲーム荘（2012年 - 2020年、毎日放送）レギュラー
- サタミンエイト（2016年4月 - 2017年3月、テレビ神奈川）MC
- 中川家&コント（2019年1月 - 、BSフジ）レギュラー[3]

### 映画
- 日常（2006年）
- 日常〜恋の声〜（2007年）

### CM
- エスエス製薬 エスタックイブ・エスタックイブファイン（2007年）
- カプコン - 川島明と共演。
  - モンスターハンターポータブル 2nd G（2008年）
  - モンスターハンター3（トライ）（2009年）
  - モンスターハンターポータブル 3rd（2010年）
  - モンスターハンター4（2013年）
- ナイアンティック・カプコン「モンスターハンターNow」（2024年12月 - ） - 川島明、白石麻衣、青木マッチョと共演。

### 吹き替え
- スーパーナチュラル(2006年アメリカ合衆国 The CW 系列)ディーン・ウィンチェスター〈ジェンセン・アクレス〉※シーズン2まで

### 雑誌
- 日経エンタテインメント!「次長課長・井上の炎上DVD」（2006年-2013年、日経BP社）連載
- 週刊ファミ通「次長課長・井上聡のうわごとですので、ご勘弁」（2009年-、エンターブレイン）コラム

## 書籍
- 『次長課長・井上聡のごきげんよう、ゲームです』（2010年12月10日発売、エンターブレイン）
- 『次長課長・井上聡のごきげんよう、赤のゲームです』（2012年3月19日発売、エンターブレイン）